# Canton de Cadenet
Pour les articles homonymes, voir Cadenet (homonymie).
Le canton de Cadenet est une ancienne division administrative française du département de Vaucluse, en région Provence-Alpes-Côte d'Azur. Cadenet était son chef-lieu.

## Histoire
Le canton de Cadenet est créé en 1793 avec les six communes de Cadenet, Lauris, Lourmarin, Mérindol, Puget et Puyvert. En 1801, Cucuron et Vaugines, issues de l'ancien canton de Cucuron, ainsi que Villelaure, issue de l'ancien canton de Pertuis, lui sont rattachées.
Le canton est supprimé par le décret du 28 février 2014 qui entre en vigueur à l'issue des élections départementales de mars 2015. Les communes sont rattachées au nouveau canton de Cheval-Blanc, sauf Villelaure à celui de Pertuis.

## Composition
Le canton de Cadenet comprenait neuf communes :
| Nom                 | Code Insee | Intercommunalité                          | Superficie (km2) | Population (dernière pop. légale) | Densité (hab./km2) |
| ------------------- | ---------- | ----------------------------------------- | ---------------- | --------------------------------- | ------------------ |
| Cadenet (chef-lieu) | 84026      | CC Communauté territoriale du Sud Luberon | 25,08            | 4 136 (2014)                      | 165                |
| Cucuron             | 84042      | CC Communauté territoriale du Sud Luberon | 32,68            | 1 786 (2014)                      | 55                 |
| Lauris              | 84065      | CA Luberon Monts de Vaucluse              | 21,81            | 3 787 (2014)                      | 174                |
| Lourmarin           | 84068      | CA Luberon Monts de Vaucluse              | 20,18            | 1 145 (2014)                      | 57                 |
| Mérindol            | 84074      | CA Luberon Monts de Vaucluse              | 26,59            | 2 011 (2014)                      | 76                 |
| Puget               | 84093      | CA Luberon Monts de Vaucluse              | 17,90            | 724 (2014)                        | 40                 |
| Puyvert             | 84095      | CA Luberon Monts de Vaucluse              | 9,78             | 808 (2014)                        | 83                 |
| Vaugines            | 84140      | CA Luberon Monts de Vaucluse              | 15,55            | 542 (2014)                        | 35                 |
| Villelaure          | 84147      | CC Communauté territoriale du Sud Luberon | 18,25            | 3 323 (2014)                      | 182                |

## Représentation

### Conseillers généraux de 1833 à 2015
| Date d'élection       | Identité                                | Parti                  | Qualité |
| --------------------- | --------------------------------------- | ---------------------- | --- |
| 1833-1845             | Jacques Paul Roman Aîné                 |                        | Négociant à Lourmarin |
| 1845-1847 (décès)     | Honoré Joseph Vincent Delestrac         |                        | Notaire impérial à Cucuron |
| 1847-1848             | Ambroise Mottet                         | Majorité ministérielle | Avocat, notaire, ancien maire d'Aix (1830-1831) Procureur à Marseille puis en Corse Membre du Conseil d'État Député (1835-1842, 1844-1848) Propriétaire à Aix |
| 1848-1852             | Fidèle-Bénezet Boy                      |                        | Notaire à Cadenet |
| 1852-1858             | Paul-Auguste Cavalier                   |                        | Propriétaire à Lourmarin |
| 1858-1870             | Jean Aimé Florian Delestrac             |                        | Propriétaire et notaire à Cucuron |
| 1870-1871             | Jean Aimé Florian Delestrac             |                        | Membre de la Commission départementale |
| 1871-1875 (décès)     | Emile Corgier                           |                        | Propriétaire à Lourmarin |
| 1875-1879 (décès)     | Alphonse de Savornin                    | Républicain            | Propriétaire-rentier à Lauris |
| 1879-1886 (démission) | Eliacin Naquet (1843-1921)              | Républicain            | Juriste, nommé Procureur Général à Aix |
| 1886-1889             | Léon Ollivier                           | Républicain            | Notaire à Cadenet Conseiller d'arrondissement |
| 1889-1894 (décès)     | Jean Baptiste Léopold André (1836-1894) | Républicain            | Propriétaire du château et maire de Lauris |
| 1894-1909 (décès)     | Émile Abel-Bernard                      | Rad.                   | Avocat à la Cour d'appel de Paris Député (1898-1909) Maire de Cadenet                                                                                         |
| 1910-1913             | Eugène Bounot                           | Républicain            | Propriétaire - Maire de Lourmarin (1884-1914) |
| 1913-1919             | Ernest Peyre                            | Rad.                   | Propriétaire - Maire de Lauris |
| 1919-1937             | Louis Tissier                           | Rad.                   | Professeur de chimie agricole et industrielle Député (1912-1919) Sénateur (1920-1936)                                                                         |
| 1937-1940             | Félix Blanc                             | SFIO                   | Agriculteur Adjoint au Maire de Villelaure |
|                       |                                         |                        | |
| 1942-1945             | Paul Laplace                            |                        | Maire de Cadenet Nommé conseiller départemental en 1942 |
|                       |                                         |                        | |
| 1945-1973             | Félix Blanc                             | SFIO puis PS           | Agriculteur, Villelaure |
| 1973-1998             | Henri Barthélemy (1920-2011)            | PS                     | Directeur de caves, administrateur du Crédit agricole et de la Mutualité sociale agricole Maire de Lourmarin (1965-2001)                                      |
| 1998-2015             | Michel Tamisier                         | DVG                    | Principal de collège retraité Maire de Cadenet (1983-1994) |

### Conseillers d'arrondissement (de 1833 à 1940)
Le canton de Cadenet avait deux conseillers d'arrondissement.
| Période                                  | Période                            | Identité                          | Étiquette   | Qualité |
| ---------------------------------------- | ---------------------------------- | --------------------------------- | ----------- | --- |
| 1833                                     |                                    | M. de Bérard du Roure             |             | Propriétaire à Cucuron                                                                                      |
| 1833                                     |                                    | M. Poussel                        |             | Négociant à Lauris                                                                                          |
|                                          |                                    |                                   |             | |
| 1877                                     |                                    | André Casimir Michel              | Républicain | Maire de Villelaure                                                                                         |
| 1877                                     |                                    | Denis Jean Jacques Antoine Goulin | Républicain | Maire de Lourmarin                                                                                          |
|                                          | 1886                               | Léon Ollivier                     |             | Notaire à Cadenet                                                                                           |
| 1889                                     | 1895                               | Ernest Peyre                      | Républicain | Propriétaire à Puget                                                                                        |
|                                          | 1895                               | Louis Ravel                       | Républicain | Adjoint au maire de Cadenet                                                                                 |
| 1895                                     | 1896 (déclaré en état de faillite) | Étienne Croux                     | Républicain | Commissionnaire en marchandises à Villelaure                                                                |
| 1895                                     | 1904                               | Henri Sambuc                      | Républicain | Négociant et propriétaire viticulteur à Mérindol                                                            |
| 1904                                     | 1910                               | Gustave Roussier                  | Radical     | Maire de Puget                                                                                              |
| 1904                                     | 1910                               | Victor-Jules Turcan               | Radical     | Propriétaire, maire de Cucuron                                                                              |
| 1910                                     | 1934                               | Louis Giraud                      | Radical     | Maire de Cucuron                                                                                            |
| 1910                                     | 1928                               | M. Estève                         | Radical     | |
| 1928                                     | 1940                               | Justin Beynet                     | SFIO        | Industriel à Mérindol                                                                                       |
| 1934                                     | 1940                               | Léopold Contard                   | SFIO        | Cheminot, conseiller municipal de Cadenet (1933-1939)                                                       |
| 1940                                     |                                    |                                   |             | Les conseils d'arrondissement ont été suspendus par la loi du 12 octobre 1940 et n'ont jamais été réactivés |
| Les données manquantes sont à compléter. |                                    |                                   |             | |

### Élections et résultats

#### Cantonales 2004
Le canton de Cadenet qui fait partie de la première série des cantons et a été renouvelé lors des élections cantonales de 2004 exceptionnellement pour un mandat de sept ans. Quatre candidats se sont présentés Michel Tamisier (DVG), conseiller général sortant et ancien maire de Cadenet, René de Mulders (FN), Francis Pignoly (DVD), maire de Villelaure et Sébastien Vicenti (UMP), maire de Puyvert.
Le 21 mars 2004 lors du premier tour il y a eu 8 502 votants pour 12 569 inscrits soit une participation de 67,64 %. Il y eut 360 bulletins blancs soit 8 142 exprimés. Michel Tamisier (DVG) est arrivé en nettement en tête avec 3 646 voix (45,27 %), devant Sébastien Vicenti (UMP) avec 1 983 voix (24,36 %), Francis Pignoly DVD 1 419 voix (17,43 %) et René de Mulders (FN) 1 054 voix (12,95 %). Les trois premiers sont en ballotage pour le second tour, mais Francis Pignoly décide de se retirer.
Le second tour a lieu le 21 mars 2004. Il y a 8 718 votants pour 12 573 inscrits soit une participation de 69,34 %. Il y eut 471 bulletins blancs soit 8 247 exprimés. Michel Tamisier (DVG) est largement réélu avec 4 786 voix (58,03 %) au détriment de Sébastien Vicenti (UMP) qui obtient 3 461 voix (41,97 %).

#### Cantonales 2011
Les élections cantonales de 2011 ont lieu les 20 et 27 mars 2011. 
Six candidats se présentent : Michel Tamisier (DVG), conseiller général sortant et ancien maire de Cadenet, Sébastien Vicenti (UMP), maire de Puyvert, Denis Raimondo (ExtD), Claude Figuière (FN), André Rousset Verts-Écologie et Jean-Raymond Payre PCF.
Le 20 mars lors du premier tour il y a 6 454 votants pour 14 047 inscrits soit une participation de 45,95 %. Il y a 147 bulletins blancs soit 6 307 exprimés. Michel Tamisier (DVG) est arrivé en nettement en tête avec 1 963 voix (31,12 %), devant Sébastien Vicenti (DVD) avec 1 506 voix (23,88 %), Claude Figuière(FN) 1 397 voix (22,15 %) et André Rousset Verts-Écologie 946 voix (15.00 %) . Seuls les deux premiers obtiennent plus de 10 % des inscrits.
Le second tour a lieu le 27 mars. Il y a 6 499 votants pour 14 048 inscrits soit une participation de 46,26 %. Il y eut 383 bulletins blancs soit 6 116 exprimés. Michel Tamisier (DVG) est réélu (pour un quatrième mandat) avec 3 456 voix (56,51 %) (soit 24,60 % des inscrits) au détriment de Sébastien Vicenti (DVD) qui obtient 2 660 voix (43,49 %).

## Démographie
| 1962  | 1968  | 1975  | 1982   | 1990   | 1999   | 2006   | 2011   | 2012   |
| ----- | ----- | ----- | ------ | ------ | ------ | ------ | ------ | ------ |
| 7 960 | 8 423 | 8 906 | 10 292 | 13 425 | 16 204 | 16 919 | 17 836 | 18 006 |